# لغة ليونية
لغة ليونية (llionés) هي لغة رومنسية قريبة من اللغة الأستورية وهي محكية في أجزاء من إسبانيا والبرتغال. عدد الناطقين يتراوح ما بين 20,000–50,000 شخص حسب عام 2008. منذ عام 2010 وهي لغة معترف بها في منطقة قـشتالة وليون الإسبانية. كانت اللغة الليونية لغة مملكة ليون في العصور الوسطى، اعترفت الأمم المتحدة بأنها «معرضة لخطر شديد» وتم الاعتراف بها رسميًا من قبل قشتالة وليون.

## التعليم
يتم تدريس اللغة الليونية في ستة عشر مدرسة في ليون، وهناك دروس للكبار في عدة قرى في مقاطعتي ليون وزامورا. منذ ما يقرب من خمسة عشر عامًا قدمت بعض الجمعيات الثقافية دورات في هذه اللغة وأحيانًا بدعم أو تعاون من الإدارات المحلية في مقاطعتي ليون وزامورا. تم عقد الدورات في الغالب بصعوبة، دون استمرارية أو من قبل مدرسين غير مؤهلين وفي كثير من الأحيان، بعيدًا عن المكان الذي تستخدم فيه اللغة.

## لغة مهددة بالانقراض
تضع اليونسكو في أطلس اللغات المهددة بالخطر في العالم اللغة الليونية من بين اللغات التي في خطر، تصنف
للغة الليونية ا
ونيز في أسوأ المواقف المحتملة التي تتمثل خصائصها في كونها:
لغة غير رسمية.
لا وجود لها في وسائل التواصل.
انخفاض مستوى المعرفة والاستخدام.
انخفاض الوضع الاجتماعي للغة.
عدم تدريس اللغة بالمدارس.
الليونية واللغات الرومانسية الأخرى

## الأدب
بدأ الأدب المكتوب باللغة الليونية في العصور الوسطى وما زال يُكتب حتى اليوم. أول نص مكتوب باللغة  الليونية موجود في أردون.
الكتاب المهمون هم توريس نهارو وخوان ديل إنسينا ولوكاس فرنانديز. اليوم من بين الكتاب المهمين إيفا غونزاليس في القرن العشرين الماضي وأبيل باردو وزواسوس غونزاليس وأدريانو مارتين وفيليكس لوبيز.

## وصلات خارجية
- اتحاد اللغة الليونية